# Holane
Holane är en kulle i Antarktis. Den ligger i Östantarktis. Norge gör anspråk på området. Toppen på Holane är 1 135 meter över havet.
Terrängen runt Holane är huvudsakligen platt, men åt sydost är den kuperad.  Trakten är obefolkad. Det finns inga samhällen i närheten.